# George Voinovich
George Victor Voinovich (ur. 15 lipca 1936 w Cleveland, zm. 12 czerwca 2016 tamże) – amerykański polityk, senator ze stanu Ohio (wybrany w 1998 i ponownie w 2004), członek Partii Republikańskiej. Był gubernatorem stanu Ohio w latach 1991–1999, a przedtem burmistrzem miasta Cleveland w latach 1980–1989.
Uzyskał Bachelor of Arts na Uniwersytecie Ohio, następnie uzyskał stopień doktora prawa na Uniwersytecie Stanu Ohio. 

## Odznaczenia
- Złoty Order za Zasługi (Słowenia, 2004)[3]